# Distrikt Chala
Der Distrikt Chala liegt in der Provinz Caravelí in der Region Arequipa im Südwesten von Peru. Gegründet wurde der Distrikt am 2. Januar 1857. Der Distrikt Chala hat eine Fläche von 378,38 km² (nach anderen Quellen: 341 km²). Beim Zensus 2017 wurden 9240 Einwohner gezählt. Im Jahr 1993 lag die Einwohnerzahl bei 2603, im Jahr 2007 bei 5194. Sitz der Distriktverwaltung ist die Küstenstadt Chala mit 7940 Einwohnern (Stand 2017). Daneben gibt es noch die Ortschaft Chala Viejo, an der Quebrada de Chala gelegen, 10 km vom Meer entfernt. Das Gebiet ist fast vollständig Wüste. Die Nationalstraße 1S (Panamericana) verläuft entlang der Meeresküste.

## Geographische Lage
Der Distrikt Chala liegt zentral an der Küste der Provinz Caravelí. Er besitzt eine etwa 12 km lange Küstenlinie am Pazifischen Ozean und reicht bis zu 29 km ins Landesinnere. Der Distrikt Chala umfasst das untere Flusstal der meist trocken gefallenen Quebrada de Chala. Im Westen erheben sich die Hügel Lomas de Atiquipa, im Osten die Hügel Lomas de Capac.
Der Distrikt Chala grenzt im Westen an den Distrikt Atiquipa, im Norden an den Distrikt Huanuhuanu sowie im Osten an den Distrikt Chaparra.